# Nova Santa Rita (Piauí)
Nova Santa Rita è un comune del Brasile nello Stato del Piauí, parte della mesoregione del Sudeste Piauiense e della microregione dell'Alto Médio Canindé.